# Charles Ravoajanahary
 (février 2018).
Charles Ravoajanahary (né le 2 mai 1917 à Antananarivo et décédé en 1996 à Antsirabe) est un intellectuel et homme politique malgache.

## Biographie
Il est membre fondateur de l'AKFM, aux côtés du Pasteur ANDRIAMANJATO, puis Parti du congrès de l'indépendance de Madagascar et a été directeur du Département de langue et lettres malgaches de l'université d'Antananarivo. Charles RAVOAJANAHARY a été également membre fondateur de l'AREMA aux côtés de Didier RATSIRAKA.
il devient Doyen du CSR (Conseil Suprême de la Révolution), nommé à ce poste par le Président Ratsiraka, en 1977.
Il a été "exposé" avec son frère Henri au pavillon de Madagascar a l'exposition coloniale de 1931 à Paris, car il était membre des scouts protestant (Tliy)
Scout de confession protestante, il assiste à l'Exposition coloniale de 1931 à Paris. En 1946, il est bénéficiaire d'une bourse pour étudier la géographie et entre au Parti communiste. En 1947 et 1948, il est président de l'Association des étudiants d'origine malgache (AEOM). Il se voit supprimer sa bourse à la suite de sa présence au meeting de la mutualité. Il est de retour à Madagascar en 1952, où il travaille dans l'enseignement d'abord en lycée puis l'université en 1964. Son activisme auprès du Mouvement national pour l’indépendance de Madagascar l'oblige à un exil de quinze mois à Paris entre 1971 et 1972. Il est l'un des principaux contributeurs à la rédaction du Boky mena, la charte malgache de la révolution socialiste. Il est un participant actif aux événements qui conduisent en 1972 à la chute du président Tsiranana.

### Sources
- Françoise Raison-Jourde, Gérard Roy, Paysans, intellectuels et populisme à Madagascar (1960-1975), Karthala éditions (2010), p.449
- Charles Ravoajanahary sur Africultures